# Самозатоплення німецького флоту у Скапа-Флоу
Самозатоплення німецького флоту у Скапа-Флоу відбулось 21 червня 1919 у затоці Скапа-Флоу шотландських Оркнейських островів, де з 1918 до остаточного підписання мирної угоди був інтернований Гохзеєфлот Німеччини (нім. Hochseeflotte). Оскільки Стаття 184 Версальського мирного договору 1919 передбачала розподіл усіх модерних кораблів поміж країнами-переможницями, то задля уникнення ганьби передачі бойових кораблів противнику їх було затоплено екіпажами під піднятими прапорами Кайзерліхе Маріне за наказом адмірала Людвіга фон Ройтера. Затонуло 52 кораблі з 74 інтернованих незважаючи на спроби англійців їх врятувати, відбуксирувавши їх на мілину.

## Історія

Схема самозатоплення великих кораблів Кайзерліхе Маріне у Скапа-Флоу

Згідно Комп'єнського перемир'я від 11 листопада 1918 усі німецькі підводні човни мали передати союзникам, а за пропозицією США до остаточного підписання мирної угоди німецький Гохзеєфлот повинен був бути інтернований в портах нейтральних Норвегії та Іспанії, але ті відмовились їх прийняти. Тоді було вирішено перевести 73 кораблі до затоки Скапа-Флоу, де знаходилась одна з головних баз британського Королівського Великого флоту (англ. Grand Fleet).
12 листопада 1918 німецьким представникам висунули ультиматум про відплиття кораблів 18 листопада під загрозою окупації островів Гельґоланд. 15 листопаді адмірал Девід Бітті на покладі лінкору HMS Queen Elizabeth передав віце-адміралу Гуґо Мойреру, представнику адміралу Франца фон Гіппера, умови передачі кораблів Кайзерліх Маріне Британії. Вони повинні були приплисти роззброєними до шотландської затоки Ферт-оф-Форт, де перейти у розпорядження адмірала Бітті для подальшого інтернування. Зауваження Мойрера, що революційні моряки можуть зірвати виконання терміну умов, не брали до уваги. З кораблів розвантажили усі запаси амуніції, з гармат зняли затвори, приціли. На них залишили запас вугілля для переходу в зону інтернування і їжу на 10 днів для обмеженого екіпажу, що був необхідний для пересування кораблів.
Розуміючи, що британці зроблять усе для приниження флоту, адмірал Гіппер відмовився вести флот для здачі і командування ним передали контр-адміралу Людвігу фон Ройтеру. Зранку 21 листопада 1918 німецькі кораблі рухались кільватерною колоною в оточенні з двох сторін більш ніж 370 кораблів союзних держав. Там було 33 британські лінкори, 5 лінкорів США, 2 лінкори Канади, більше десятка лінійних крейсерів тощо Через проблеми з паровими машинами лінкор «König» і легкий крейсер SMS Dresden перебували на ремонті в доках, а торпедний корабель V30 підірвався при переході на міні і затонув. Під час передачі кораблів адмірал Бітті змусив німецького командувача підняти британський прапор понад німецького, що сприйняли за велике приниження і безчесну поведінку, оскільки на морі у бою британці не отримали перемог. До заходу сонця о 15:57 на кораблях змусили спустити прапори Кайзерліх Маріне, заборонивши піднімати їх знову. 22 листопада на кораблі прибули комісії для перевірки відсутності боєприпасів, замків гармат. До 25-27 листопада кораблі невеликими групами перевели до Gutter Sound у західній частині Скапа Флоу, розмістивши на якорних стоянках лінкори і крейсери поміж островами Хой і Мейнленд дещо на віддалі від торпедних човнів. Їх почергово охороняли різні ескадри крейсерів британського флоту. 6 грудня до Скапа Флоу прибули SMS Dresden, SMS König, SMS V129 замість затонулого V30. 9 січня 1919 останнім прибув лінкор SMS Baden. Одночасно з листопада 1918 комісії союзників прибули до Німеччини для контролю над знищенням застарілих кораблів. Майже відразу частина британських адміралів на чолі з Бітті говорила про потребу відкинути умови перемир'я і захоплення кораблів, але взяла гору думка про дотримання угоди.
Німецьким кораблям у Скапа-Флоу заборонили обмінюватись поміж собою сигналами, інформацією, морякам сходити на берег. З кораблів зняли радіопередавачі. Усе постачання на кораблі проводили з британських траулерів. Моряки були обмежені одноманітною їжею не найкращої якості, практично відсутній лікарській допомозі. Пошта приходила з великим запізненням після цензурування листів. Також командувач флоту Людвіг фон Ройтер був позбавлений можливості спілкуватись з командирами кораблів і мав змогу інколи з дозволу і за участі британців спілкуватись з командуванням у Берлін.

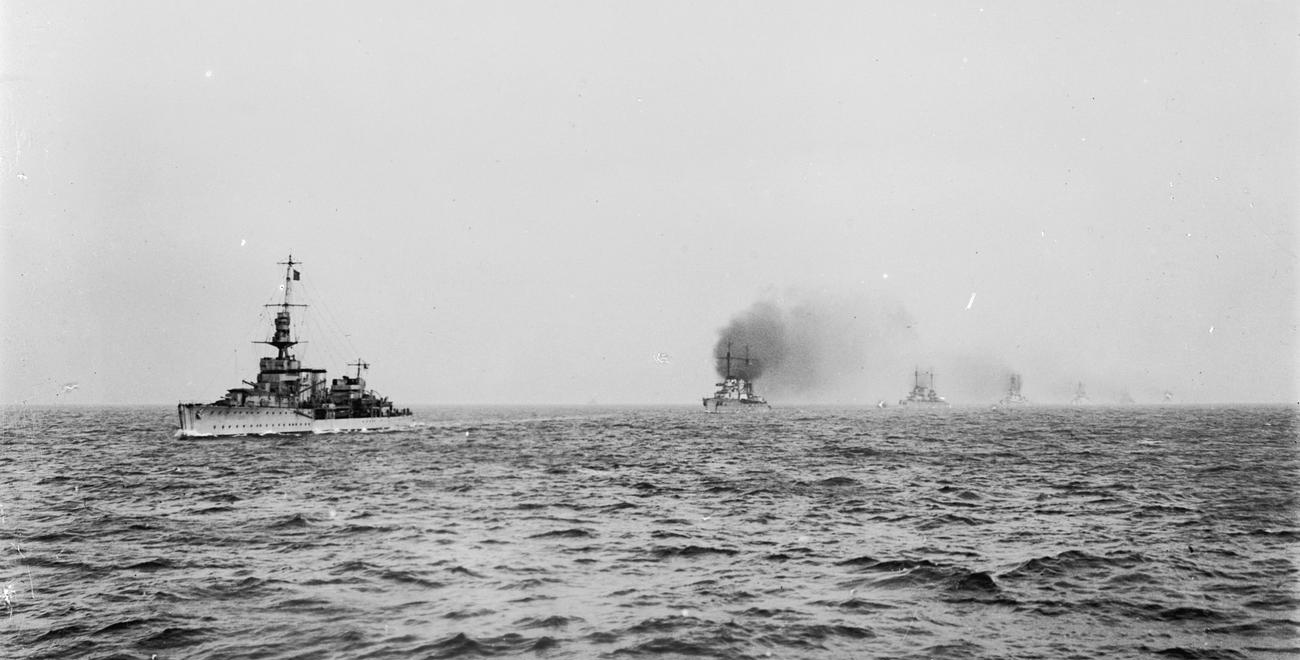
Британський HMS Cardiff веде німецькі кораблі до Скапа-Флоу

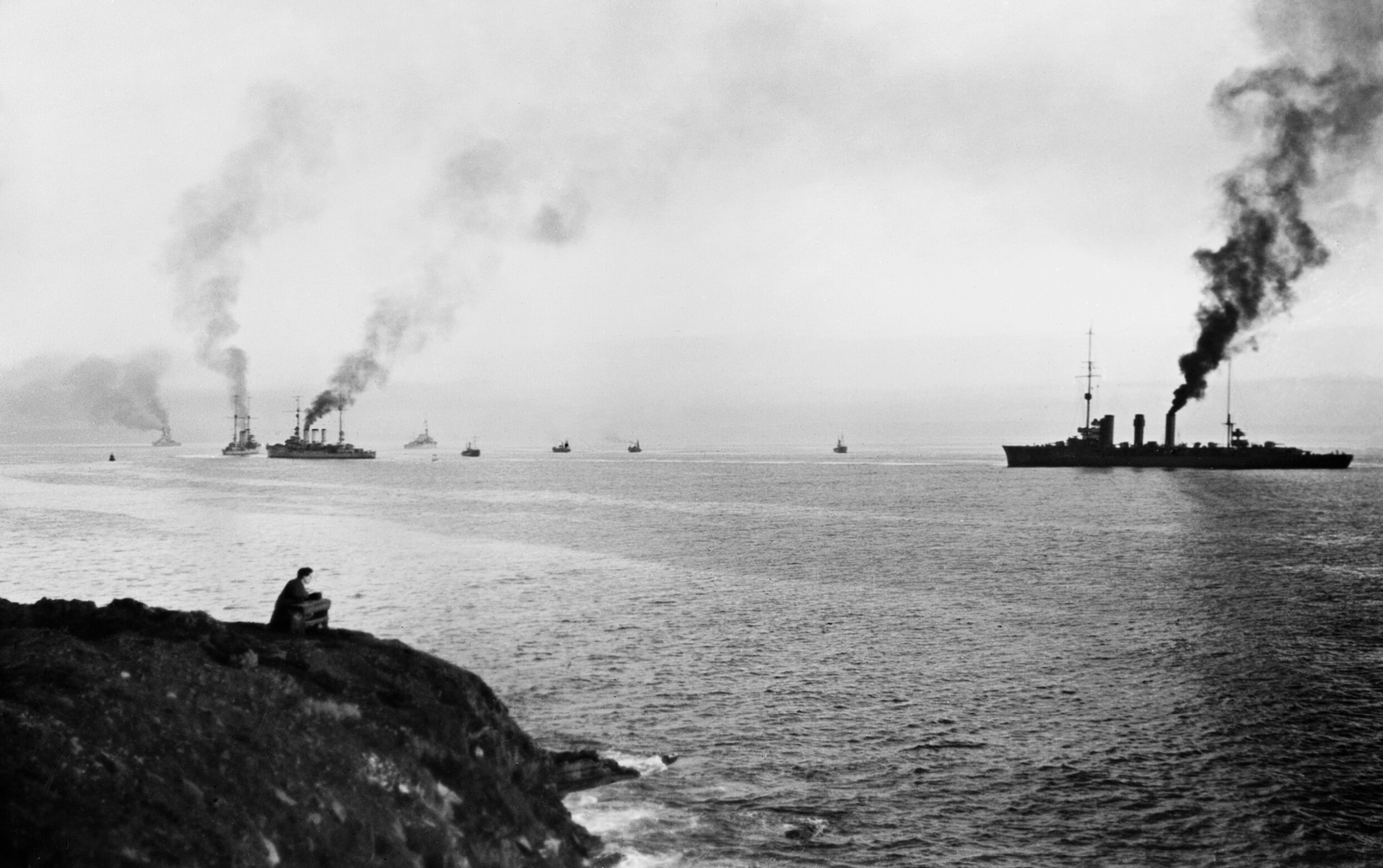
Вхід німецьких кораблів до бухти

У січні 1919 було викрито план матросів-комуністів про викрадення кораблів і переведення їх до комуністичної Росії. У річницю Ютландської битви 1 червня на кораблях підняли підняли прапори імператорських ВМС і на декотрих червоні. Тим часом з ходом мирних переговорів фон Ройтер все більше переконувався у тому, що кораблі не повернуться до Німеччини. Французи та італійці бажали отримати по чверті кораблів флоту, а британці не бажали їхнього посилення, розробляючи з початку 1919 плани силового захоплення кораблів. Фон Ройтеру вдалось 25 березня перенести свою штаб-квартиру на легкий крейсер SMS Emden з лінкору SMS Friedrich der Große, де революційні матроси створили «Червону гвардію» та влаштовували нічні гуляння. Британці методично зменшували чисельність моряків на кораблях з 20.000 у листопаді, до 16.000 3 грудня, 6 тисяч 6 грудня, 5 тисяч 12 грудня 1918 року. На лінкорах повинно було залишитись по 175 моряків, лінійних крейсерах 200, крейсерах по 80, торпедних кораблях по 10. Фон Ройтер цим скористався, усунувши з кораблів морально деградованих осіб, комуністичних агітаторів, що дозволило відновити дисципліну серед приблизно 4500 моряків і 250 старшин, офіцерів. З травня він почав готуватись до затоплення кораблів, але основна проблема полягала у передачі наказу на усі кораблі. Ройтер скористався тим, що 18 червня значну частину моряків мали відправити до Німеччини. На кораблях мало залишитись 75 осіб на лінійному крейсері, 60 — лінкорі, 30 на крейсерах і по декілька на торпедних кораблях, загалом близько 1700 моряків. Під час їхнього переходу на британські траулери вдалось передати інструкції про затоплення на усі кораблі. Одночасно британці очікували підписання мирної угоди 21 червня і у ніч 21/22 червня планували захопити кораблі, для чого провели навчання абордажних команд. Але через звістку про перенесення підписання на 19:00 23 червня британські кораблі 21 червня о 09:00 вийшли в море для проведення торпедних навчань за участі флотилії есмінців і 1-ї ескадри лінкорів. При поверненні 23 червня командувач 1-ї ескадри адмірал Сідней Фрімантл повинен був силою захопити німецькі кораблі після завершення перемир'я. Напередодні в Парижі Рада Чотирьох затвердила захоплення кораблів після завершення перемир'я о 10:00 23 червня.

### Затоплення

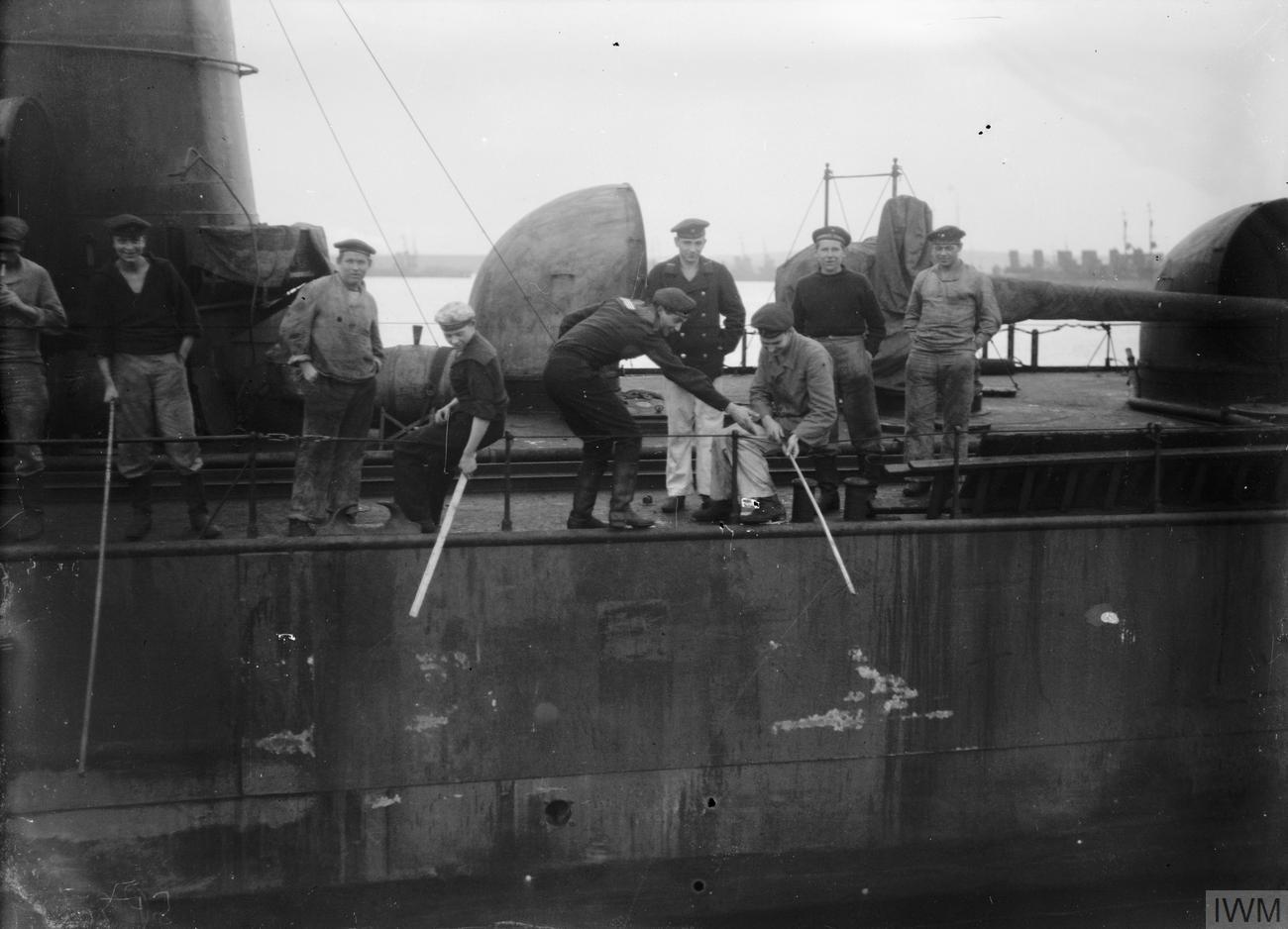
Німецькі моряки ловлять рибу

21 червня о 10:00 фон Ройтер підняв умовлений сигнальний прапор, а о 11:00 повторив сигнал «Параграф 11. Підтверджую» семафором, прожектором, після чого на кораблях відкрили клапани, підводні торпедні апарати, ілюмінатори, водонепроникні двері. Екіпажі підняли над кораблями прапори Кайзерліхе Маріне і розпочали евакуацію. Британці пізно зрозуміли ситуацію після того, як SMS Friedrich der Grosse почав сильно хилитись на борт. У Скапа-Флоу перебувало британські два есмінці, сім озброєних траулерів і ще ряд суден. Вони відкрили вогонь по шлюпках, вбивши 9 моряків, поранивши 16, але ті не мали наміру повертатись на кораблі. Ці моряки стали останніми німецькими жертвами Першої світової війни. О 12:20 британська ескадра отримала звістку про самозатоплення німецьких кораблів, припинили маневри і на повній швидкості рушила назад, прибувши до Скапа-Флоу о 14:30, коли частина малих кораблів була ще на плаву. Вони намагались відбуксирувати ці кораблі на мілину. О 17:00 останнім затонув лінійний крейсер SMS Hindenburg. Затонули усі великі кораблі, крім SMS Baden, 4 легких крейсерів, 32 торпедних кораблів. На мілину посадили крейсери SMS Nürnberg, SMS Emden, SMS Frankfurt, торпедні кораблі і есмінці V43, V44, V46, S51, S60, V73, V80, V81, V82, G92, G102, V125, V126, V127, V128, S132, S137, V100.
Затоплення кораблів британці спочатку розглядали як порушення умов перемир'я, за яким німцям заборонялось знищувати своє військове спорядження. 1773 моряків помістили до табору військовополонених, звідки вони повернулись 31 січня 1920. Людвіга фон Ройтера і наближених офіцерів намагались віддати до суду. Пізніше вони були задоволені таким ходом подій, оскільки відпало питання поділу флоту і небажаного посилення їхніх колишніх союзників.
У Німеччині панувала думка, що самозатопленням моряки реабілітували себе за Листопадову революцію 1918, а адмірала фон Ройтера героєм, що врятував честь флоту.

## Галерея

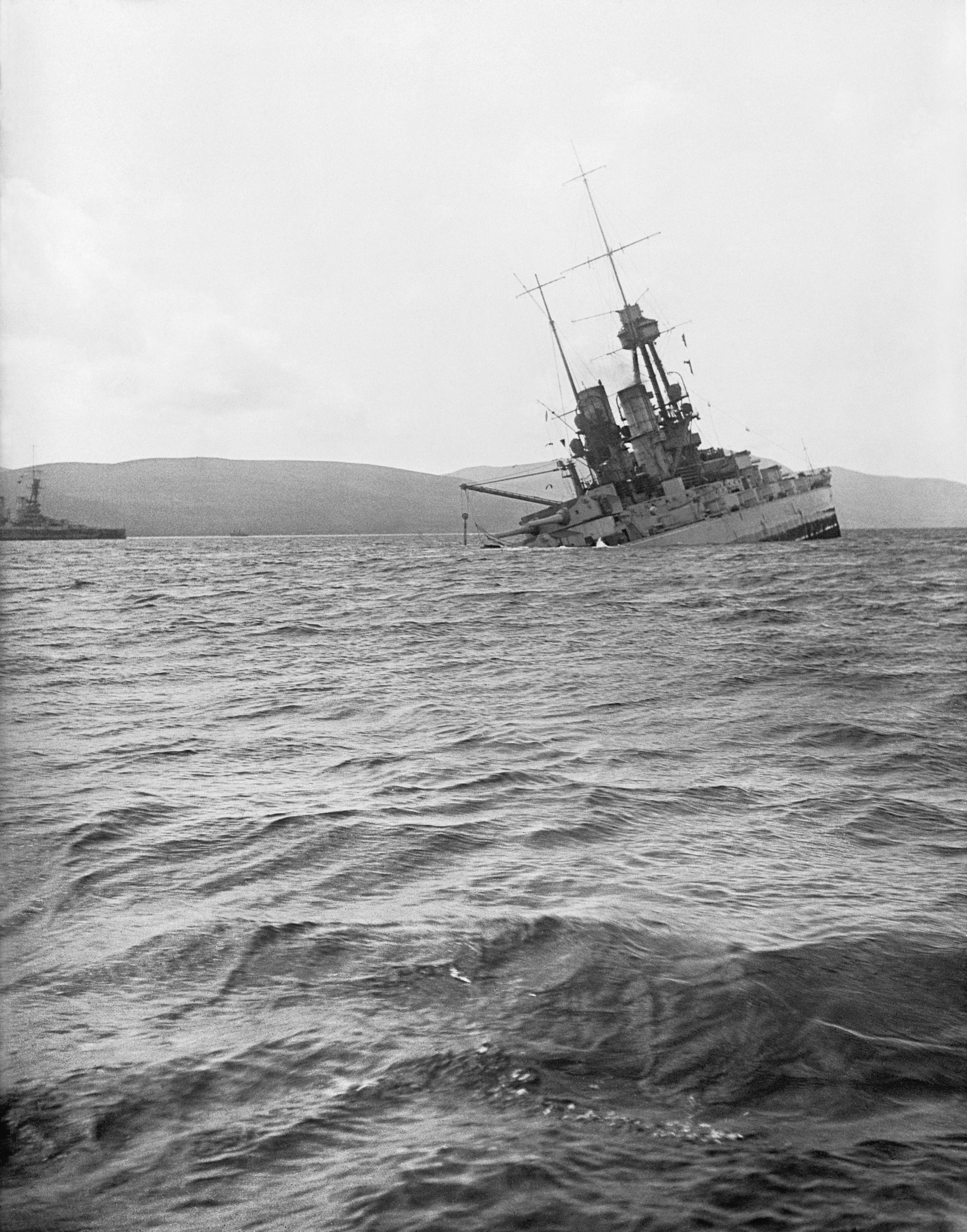
SMS Bayern тоне
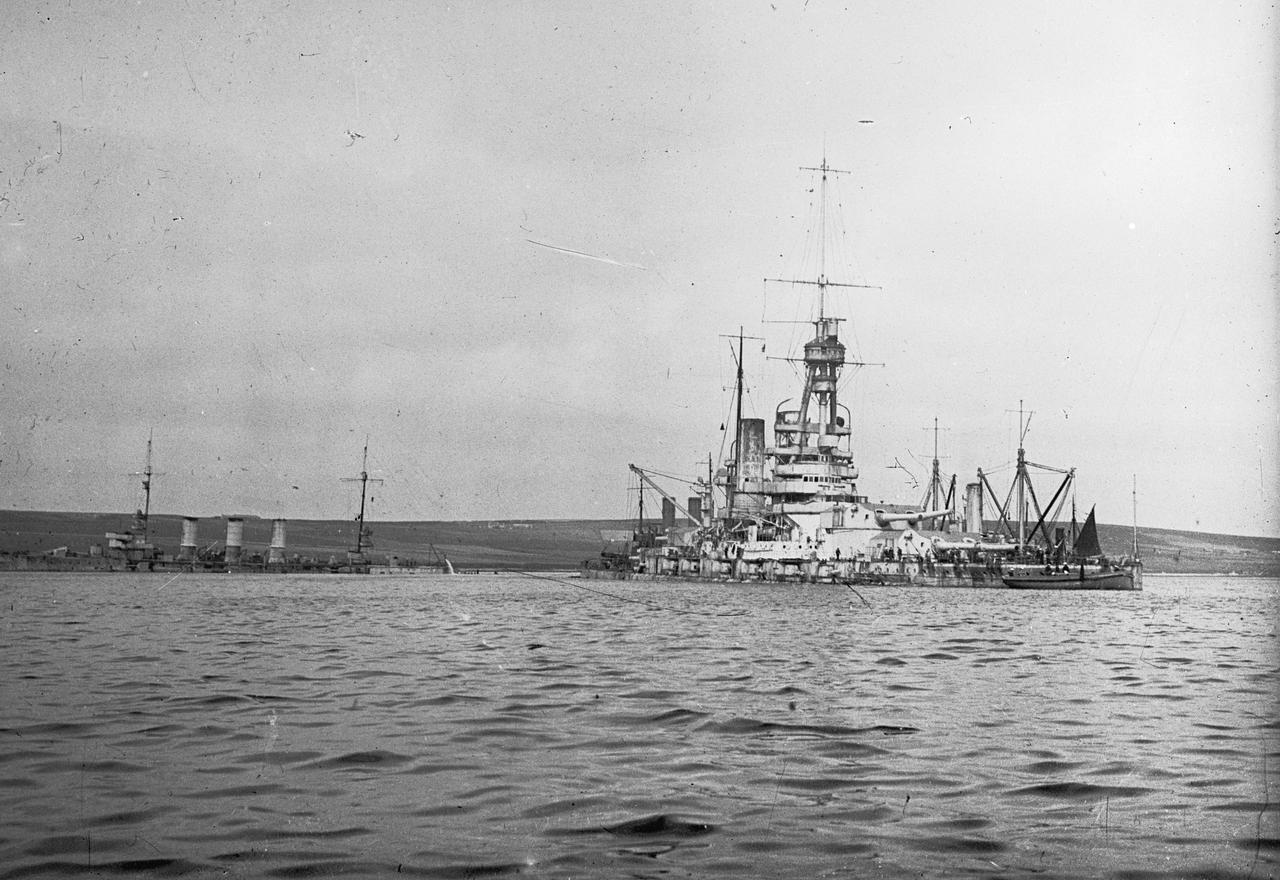
Лінкор SMS BADEN і SMS FRANKFURT (ліворуч)
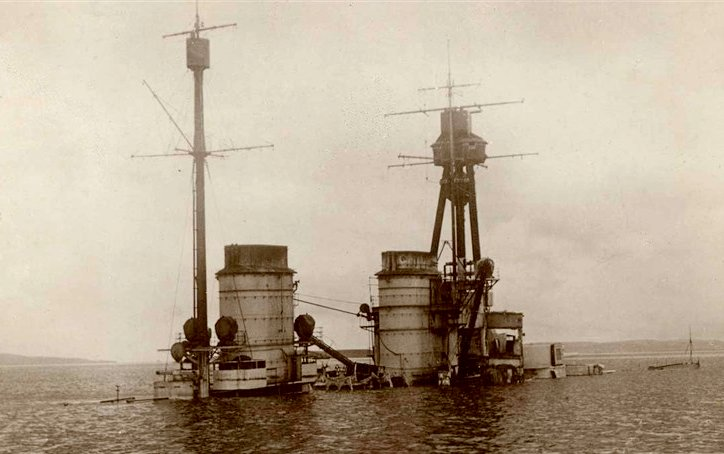
Затоплений лінійний крейсер SMS Hindenburg
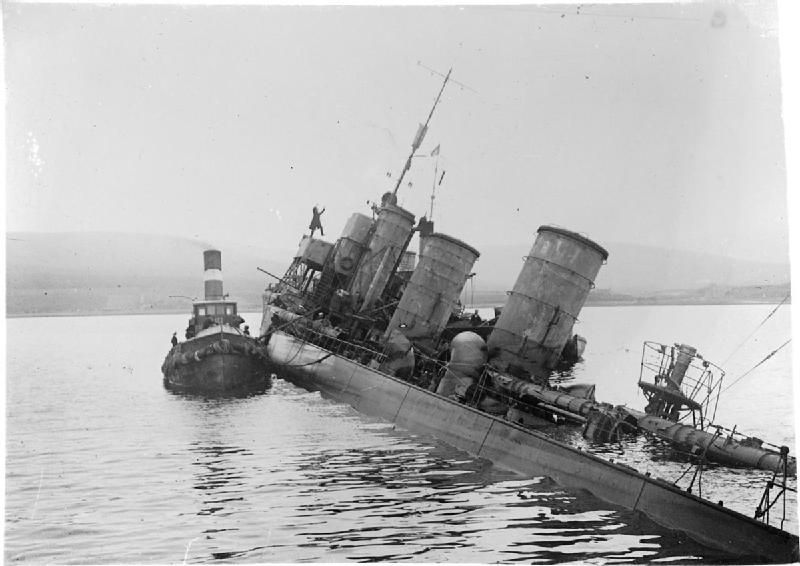
Затоплений торпедний корабель G 102
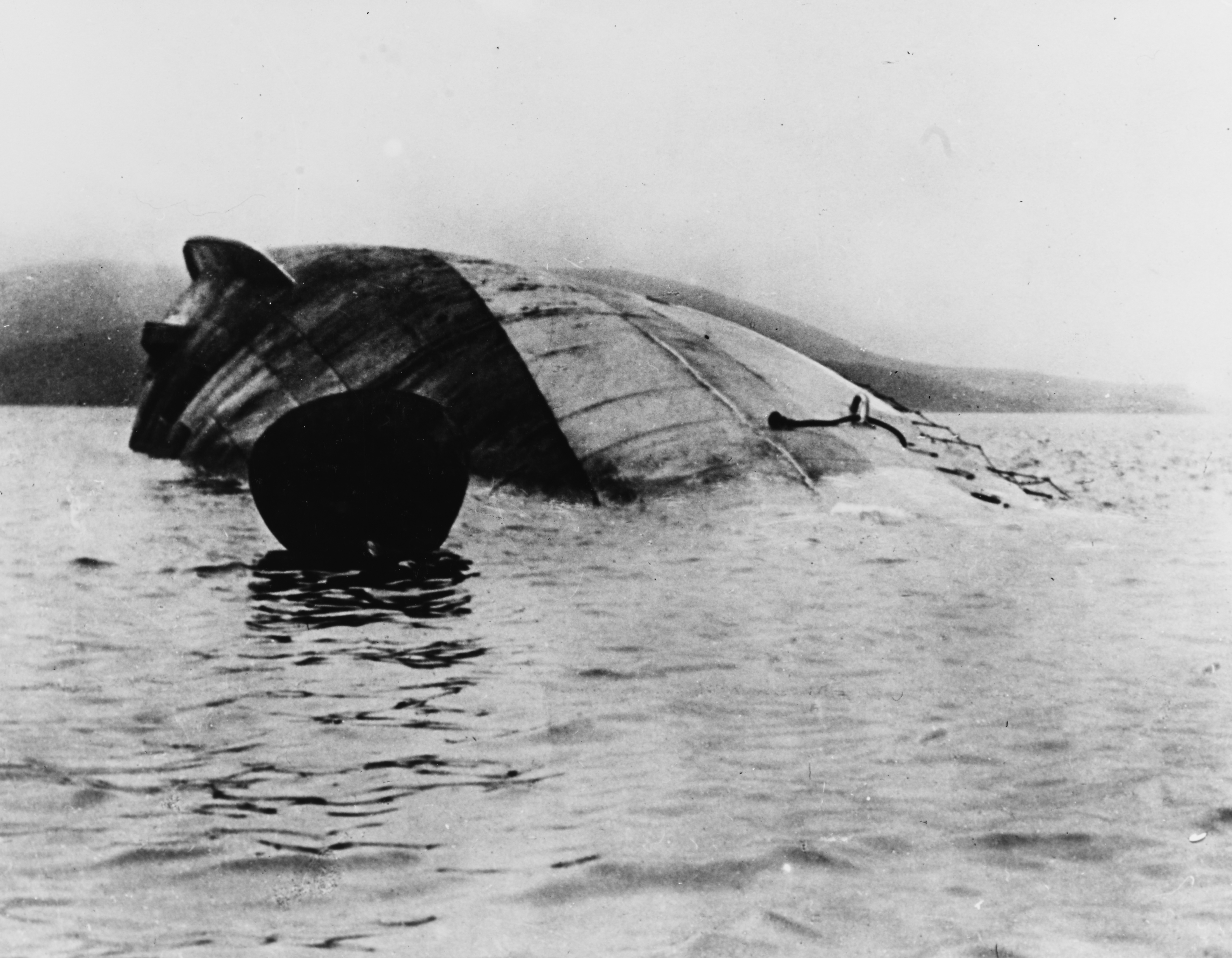
Дно лінійного крейсера SMS Seydlitz
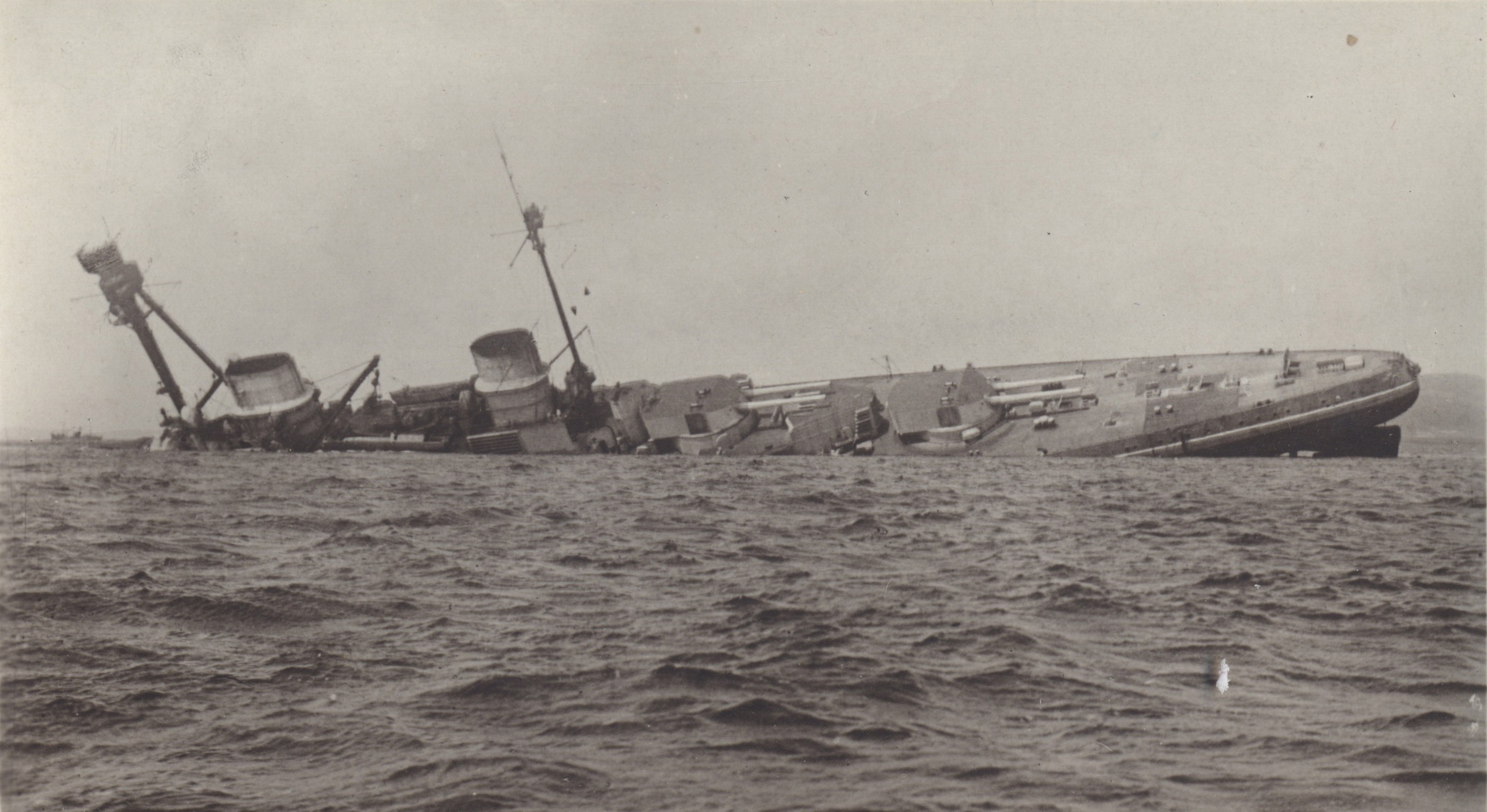
SMS Derfflinger йде на дно

## Доля кораблів
У Скапа-Флоу затонуло 10 лінкорів, 5 лінійних крейсерів, 5 легких крейсерів та 32 торпедні кораблі загальною водотоннажністю 400.000 т. Вцілілі кораблі були розділені поміж Великою Британією (SMS Baden, SMS Nürnberg), Францією (SMS Emden), США (SMS Frankfurt). При розподілі торпедних кораблів до трьох держав долучилась Японія.
Затонулі на різній глибині кораблі викупив у Адміралтейства за 40.000 фунтів інженер і підприємець Ернест Кокс. Впродовж 1923–1939 років його компанія Cox & Danks займалась розбиранням решток кораблів. У серпні 1930 вдалось підняти з дна лінійний крейсер SMS Hindenburg, що був найбільшим у світі піднятим з дна моря кораблем до 2013, коли підняли більший напівзатоплений корабель — Коста Конкордія. Після Другої світової війни роботи по підйому решток ескадри зупинили, оскільки появилось немало нових більш доступних і вигідних об'єктів пошуку. На дні залишились корпуси семи кораблів (лінкори SMS König, SMS Kronprinz, SMS Markgraf, крейсери SMS Brummer, SMS Dresden, SMS Cöln, SMS Karlsruhe), які 1995 були захищені законом про пам'ятки культури з обмеженим допуском дайверів. З 2004 тайм-чартери, школи дайвінгу розпочали компанію по оголошенню акваторії парком National Marine Reserve, що дозволило б їм заробляти на охочих дайверах.

## 
- - Лінійні крейсери

- SMS Seydlitz — Затонув 13:50 — Піднятий Листопад 1929

- SMS Moltke — Затонув 13.10 — Піднятий Червень 1927

- SMS Von der Tann — Затонув 14.15 — Піднятий Грудень 1930

- SMS Derflinger — Затонув 14.45 — Піднятий Серпень 1939

- SMS Hindenburg — Затонув 17.00 — Піднятий Липень 1930
  - Лінійні кораблі
- SMS Kaiser — Затонув 13. 15 — Піднятий Березень 1929

- SMS Prinzregent Luitpold — Затонув 13.15 — Піднятий Березень 1929

- SMS Kaiserin — Затонув 14.00 — Піднятий Травень 1936

- SMS Konig Albert — Затонув 12.54 — Піднятий Липень 1935

- SMS Friedrich der Grosse — Затонув 12.16 — Піднятий 1937
- SMS Konig — Затонув 14.00 Не піднятий

- SMS Grosser Kurfurst — Затонув 13.30 Піднятий Квітень 1933

- SMS Kronprinz Wihelm — Затонув 13.15 Не піднятий

- SMS Markgraf — 16.45 Не піднятий

- SMS Baden — Посаджений на мілину Переданий Англії, затоплений як мішень 1921

- SMS Bayern — Затонув 14.30 Піднятий Вересень 1933